# Džozer
Nečeriket ili Džozer je bio najpoznatiji faraon egipatske treće dinastije. Njegovo smještavanje na popis faraona uzrokuje dosta problema, kao i utvrđivanje njegove povezanosti s određenim osobama koje su živjele u njegovo doba. Prije se uobičajeno smatralo da je Džozer bio 2. faraon svoje dinastije, ali danas postoje indicije da je bio 1. Faraonov kip danas počiva u Kairu, te je prvi kip koji prikazuje čovjeka u prirodnoj veličini u egipatskoj umjetnosti. Prema Manetonu, Džozer je vladao 29 godina, po Kamenu iz Palerma 28, a prema Torinskom popisu kraljeva 19. 

## Ime
Prvotno je ime ovog faraona bilo Nečeriket - "tijelo bogova". Tek se u 12. dinastiji on spominje kao Džozer. To je ime bilo lakše za pamćenje i jednostavnije, pa se počelo rabiti u literaturi. Manetonova imena za ovog kralja su Tosortros, Sesort(os), Sosort(us) i Sojfus. Ime Džozer ima sljedeće varijante - Zozer, Džezer. Na Torinskom popisu kraljeva, Džozerovo je ime označeno crvenom bojom. 
Maneton naznačuje da je Džozera naslijedio kralj Tir, koji je u Egiptu naznačen kao Džozerti, a najvjerojatnije je to ista osoba kao Sekemket, pravi Džozerov nasljednik.

## Porijeklo i smještaj
Džozer je bio sin Kasekemuija, zadnjeg vladara 2. dinastije, i njegove žene Nimaetap, koja je bila princeza Donjeg Egipta. Imao je dvije sestre - Ineitkaues i Hetefernebti. Prva se udala za Sanakta, koji je naslijedio Kasekemuija. Budući da je doista neobično da zet koji je vjerojatno bio nekraljevskog porijekla naslijedi nekog faraona, smatra se da je taj Sanakt zapravo bio Džozerov stariji brat, koji nije imao djece, pa ga je Džozer naslijedio. 
Postoji i teorija prema kojoj je Sanakt bio neki kasniji kralj, koji je vladao nakon Džozera. Dokaz za to su glineni pečati koji dokazuju da je Džozer pokopao svog oca. S druge strane, moguće je da je on obavio pokop, ali je kralj postao Sanakt.

## Životopis
Nakon što je Kasekemui umro, Džozer, njegov sin, pokopao ga je, a potom je prijestolje preuzeo Sanakt, ili sam Džozer; ili je Džozer vladao nakon Sanaktove smrti.   
Džozer je oženio svoju sestru Hetefernebti, s kojom je imao jednu kćer - Ineitkaes. Postoji indicija da je uz nju imao još jednu kćer. 
Džozer je poduzeo nekoliko pohoda na Sinajski poluotok. Tamo je slao i ekspedicije, u potrazi za tirkizom i bakrom. 
Džozer je imao nedovršenu grobnicu u Umm el-Qa'abu, ali je na kraju pokopan u veličanstvenoj stepenastoj piramidi u Sakari, sjeverozapadno od Memfisa. 
Poznati Egipćani iz Džozerova doba su Imhotep i Hesira. 
Džozera je naslijedio neki Sekemket. Njegova povezanost s Džozerom nije poznata. 

## Džozerova stepenasta piramida
Džozer je naredio svom arhitektu Imhotepu, koji je bio i vezir i liječnik, da mu podigne veličanstvenu grobnicu. Imhotep nije razočarao kralja - zamislio je novu vrstu grobnica, piramidu. Do tog su se doba faraoni pokapali u pravokutne grobnice zvane mastabe (arapski "klupa"). Imhotep je odlučio poslagati šest mastaba jednu na drugu te je tako dobio stepenastu piramidu, izvorno visoku 62 metra. Simbolika piramide je bila u tome da je piramida ličila na golemo stubište kojim bi se faraonova duša trebala uzdići do neba i pridružiti se bogu Sunca. 
Sjeverno od piramide nalazi se i pogrebni hram, koji gleda prema sjevernim zvijezdama, jer je Džozer nakon života htio postati jedna od zvijezda po vjerovanju svojih svećenika. 
Piramida je odavno opljačkana, a faraonovo je tijelo ukradeno.
Imhotep je nakon svoje smrti pretvoren u boga zbog svojih zasluga, te se govorilo da je sin božice neba Nut. 

## Stela gladi
Blizu Asuana, na otoku Sehelu, nalazi se stela gladi, na kojoj je zabilježeno sedam godina gladi tijekom Džozerove vladavine. Na steli je prikazan Džozer s krunom kako prilazi trima božanstvima – bogu-ovnu Hnumu, njegovoj ljubavnici Satis i njihovom djetetu, Anuket, božici koja na glavi nosi pera. 
Tekst na steli opisuje kraljevu zabrinutost zbog gladi i suše. Opisuje i događaje koji su se događali u to vrijeme. Tako stela otkriva da je Džozer pitao svećenike i svog vezira Imhotepa za pomoć (Imhotep je bio svećenik boga Sunca). Svećenici su istražili arhiv Totovog hrama u Hermopolu. Izvijestili su kralja da su otkrili da poplave Nila kontrolira bog Hnum, koji je ljut, i zato uzrokuje sušu. Džozer je zato odredio da se žrtve prinesu bijesnom bogu voda, kako bi ga se udovoljilo. Sljedeće noći, kralj je sanjao Hnuma, koji je objavio kraj suše. Džozer je zato darovao veliko bogatstvo svećenicima, te se zahvalio bogu.  
Sama stela nije napravljena tijekom Džozerovog doba, nego u vrijeme Ptolomeja V. Epifana.

## Vanjske poveznice
|  | Zajednički poslužitelj ima još gradiva o temi Džozer |

Nečenket Džozer, 2. kralj egipatske 3. dinastije